# رادیکال آزاد سیانو
رادیکال آزاد سیانو (انگلیسی: Cyano radical) نوعی رادیکال آزاد با فرمول شیمیایی CN و جزء نخستین مولکول های کشف شده در فضای بین ستاره ای است.